# Fredrik Forsberg (ishockeyspelare född december 1996)
Carl Fredrik Forsberg, född 12 december 1996 i Uppsala, senare uppvuxen i Leksand, är en svensk professionell ishockeyspelare som spelar för IF Björklöven i Hockeyallsvenskan.
Han är yngre bror till den nuvarande NHL-ishockeyspelaren Filip Forsberg.